# 嚴智鍾
嚴智鍾，字季约，天津人，祖籍浙江慈谿縣，醫學家，國立臺灣大學醫學院第2任院長，長期在台大醫學系教細菌學。父親嚴修創辦南開系列學校。

## 生平
早年赴日本留学，入读東京第一高等學校。1910年，直升東京帝國大學醫科（今东京大学医学部）。1915年，畢業。入日本传染病研究所，研究细菌学和传染病学。
1917年，归国。历任北平隔离病院院长，北平医学专科学校（今北京大学医学部）细菌学教授，民国北洋政府内务部中央防疫处副处长，北平传染病研究所所长，北平慈善医院副院长等职。1928年，出任南京国民政府卫生部医政司司长。1931年，任中华民国内政部卫生署技正。1932年，转任中华民国军政部陆军军医学校校长。
1945年，二戰結束，中華民國接管台灣。國民政府接收台北帝國大學，應聘出任台大醫學院教授，陸志鴻校長任內，任醫學院院長，是国立台湾大学医学院第二任院长。